# Aspret e eth Sarrat
Aspret e eth Sarrat (francès Aspret-Sarrat) és un municipi gascó de Comenge, situat a la regió d'Occitània, departament de l'Alta Garona.